# Ленинградские ковбои едут в Америку
«Ленинградские ковбои едут в Америку» (англ. Leningrad Cowboys Go America) — фильм финского режиссёра Аки Каурисмяки.
Сюжет фильма, снятого в 1989 году, построен вокруг приключений музыкальной группы из далёкой Сибири, приехавшей в Америку в поисках успеха.
Музыкальная группа из России сыграна финским коллективом Sleepy Sleepers, который вскоре после выхода фильма также сменил название на Leningrad Cowboys. Они исполняют свои версии известных рок-н-рольных хитов таких групп, как Creedence Clearwater Revival, The Beatles, Steppenwolf и Элвиса Пресли.
Через четыре года появилось продолжение — фильм «Ленинградские ковбои встречают Моисея», хотя к тому времени группу покинула более чем половина её первоначального состава.

## Сюжет
Музыкальная группа путешествует по континенту от Нью-Йорка до Мексики на подержанном «Кадиллаке» вместе с деспотичным менеджером и телом замёрзшего в тундре басиста, учась играть рок-н-ролл в придорожных клубах. Сумасшедшие причёски, тёмные очки и ботинки с неимоверными носами помогают им сойти за американцев.

## В ролях
| Актёр              | Роль                             |
| ------------------ | -------------------------------- |
| Матти Пеллонпяя    | Владимир                         |
| Кари Вяянянен      | Игорь                            |
| Сакке Ярвенпяя     | участник группы                  |
| Пимме Корхонен     | участник группы                  |
| Сакари Куосманен   | участник группы                  |
| Вели-Пекка Ойнонен | участник группы                  |
| Силу Сеппяля       | участник группы                  |
| Маури Сумен        | участник группы                  |
| Мато Валтонен      | участник группы                  |
| Пекка Виртанен     | участник группы                  |
| Джим Джармуш       | продавец подержанных автомобилей |